# Teletón 1990 (Chile)
La Teletón 1990 fue la novena versión de la campaña solidaria realizada en Chile los días 7 y 8 de diciembre en el Teatro Casino Las Vegas. El lema de esta versión fue «Nadie puede faltar». La niña símbolo fue Daniela Muñoz. 
Se realizó después de 24 meses, luego de que en agosto de 1989 se decidió suspender el evento por las elecciones presidencial y parlamentarias de ese año. 
La cifra de recaudación definitiva del evento fue de $ 1 153 291 010.
Fue la primera Teletón que se realizó tras el retorno a la democracia y bajo el gobierno de Patricio Aylwin Azócar.

## Participantes
| - Fernando Ubiergo - Illapu - Los Huasos Quincheros - Rumba 8 - José Luis Arce - Cecilia Echeñique - Juan Antonio Labra - Alberto Plaza - Giolito y su Combo - Eduardo Valenzuela - Álvaro Scaramelli - Miguelo - Los Huasos de Algarrobal - Luis Mariano - Los Clásicos - Buddy Richard - Beatlemanía - Carlos Vásquez - Roberto Viking Valdés - Antumapu - Juan Carlos Duque - Síndrome - Inti Illimani - Gloria Simonetti - Los Prisioneros - Luis Jara - Andrea Tessa - Paolo Salvatore - Myriam Hernández - Nicole - *Intérpretes del himno oficial "Nadie puede faltar". | - Amaya - Susy González - Celia Cruz - Mecano - María Ovando - Manny Menito - Rudy La Scala - Yolandita Monge - Qué Pasa - Xuxa - Juan Ramón - Miguel Mateos - Mocedades - Luz Casal - Checho Hirane - El Tufo - Lucho Arenas Junior - Álvaro Salas - Guillermo Bruce - Eduardo Thompson - Jorge Cruz - Gilberto Guzmán - Ricardo Meruane | - Ballet de Hugo Urrutia - La cámara de diputados (canto) - BAFOCHI - Daniel Lencina - El mago Oli - Julio Jung (recitador) - Ballet Ciclodanza - Trío Allegro - Pipiripao - Blanca Nieves - Pinocho - Peter Pan - La Pintita - Show de Enza - Mini Pop - El Profesor Rossa - Cachureos - Tatiana Merino - Las Corselas - Rita Riveira - Bambina - Bim-Bam-Bum - María José Nieto |

## Telefonistas (solamente bloque de apertura)
| \| Rostro \| Región \| \| ---------------------------- \| -------------------------------------- \| \| Ana María Gazmuri \| Región de Tarapacá - 201 \| \| Karin Yanine \| Región de Antofagasta - 202 \| \| Eduardo Cruz-Johnson \| Región de Atacama - 203 \| \| Viviana Nunes \| Región de Coquimbo - 204 \| \| Leo Caprile \| Región de Valparaíso - 205 \| \| Mercedes Ducci \| Región de O'Higgins - 206 \| \| Carmen Jaureguiberry \| Región del Maule - 207 \| \| Fernando Alarcón \| Región del Bío-Bío - 208 \| \| Carmen Ibáñez \| Región de la Araucanía - 209 \| \| Constanza “Tati” Penna \| Región de Los Lagos - 210 \| \| Nestor Isella \| Región de Aysén - 211 \| \| Sebastián (cantante chileno) \| Región de Magallanes - 212 \| \| Paulina Nin de Cardona \| Región Metropolitana de Santiago - 213 \| \| Jeanette Frazier \| Llamadas internacionales - 214 \| \| Catalina Telias \| Llamadas internacionales - Entel \| |                                        |
| Rostro | Región                                 |
| Ana María Gazmuri | Región de Tarapacá - 201               |
| Karin Yanine | Región de Antofagasta - 202            |
| Eduardo Cruz-Johnson | Región de Atacama - 203                |
| Viviana Nunes | Región de Coquimbo - 204               |
| Leo Caprile | Región de Valparaíso - 205             |
| Mercedes Ducci | Región de O'Higgins - 206              |
| Carmen Jaureguiberry | Región del Maule - 207                 |
| Fernando Alarcón | Región del Bío-Bío - 208               |
| Carmen Ibáñez | Región de la Araucanía - 209           |
| Constanza “Tati” Penna | Región de Los Lagos - 210              |
| Nestor Isella | Región de Aysén - 211                  |
| Sebastián (cantante chileno) | Región de Magallanes - 212             |
| Paulina Nin de Cardona | Región Metropolitana de Santiago - 213 |
| Jeanette Frazier | Llamadas internacionales - 214         |
| Catalina Telias | Llamadas internacionales - Entel       |

## Transmisión
- UCV Televisión
- Canal 8 UCV Televisión
- Televisión Nacional de Chile/TVN Imagen Internacional
- Megavisión
- Universidad de Chile Televisión
- Canal 10 Universidad Austral de Chile
- Universidad Católica de Chile Televisión
- Canal 5 Concepción
- Telenorte
- Univisión (Bloque final para todo Estados Unidos)

## Programación
| Horario                                | Bloque               | Contenido |
| -------------------------------------- | -------------------- | --- |
| 21:00-00:00                            | Apertura             | Desde el Teatro Teletón, con Don Francisco, Antonio Vodanovic (Televisión Nacional de Chile), Julio Videla (Canal 11 - Universidad de Chile-Televisión), Javier Miranda (Canal 13 - Universidad Católica de Chile-Televisión), Raquel Argandoña y Susana Horno (Megavisión). Actuaciones musicales - Musical de obertura con Fernando Ubiergo, Amaya Uranga y Nicole - “Nadie puede faltar” - Amaya Uranga - “Ojalá”, “Malasombra” - Ballet “Abraxas” de Hugo Urrutia - “Toda la noche arriba” - Susy González - “Una prueba de amor”, “Si te castiga Dios” - Illapu - “Primer sueño de amor”, “Vuelvo para vivir” - Musical con los parlamentarios Juan Carlos Latorre, Evelyn Matthei, Adriana Muñoz y Sebastián Piñera - Medley: “Bienvenido amor” (Sergio Inostroza), “Josefina” (Danny Chilean), “Yellow Submarine” (The Beatles), “Salta, pequeña langosta” (grupo “Cenizas”/Rubén Mattos), “Piel” (Sergio y Estíbaliz), “California” (Rafaella Carrá), “Ilarié” (Xuxa) y “Agárrense de las manos” (José Luis Rodríguez) - Celia Cruz - “Yerbero moderno”, 24.500-03 (improvisación) - Los Huasos Quincheros - Medley de rumbas Actuación de humor - Checho Hirane                                                                |
| 01:00 - 03:00                          | Bailetón             | Desde el Gimnasio Sokol de Antofagasta. Con Katherine Salosny (Canal 11 - Universidad de Chile-Televisión), Juan La Rivera (Canal 13 - Universidad Católica de Chile-Televisión) y Marcelo Hernández (Televisión Nacional de Chile). Mientras tanto, en el Teatro Teletón, el bloque aparte lo anima Paulina Nin de Cardona (Televisión Nacional de Chile). Actuaciones - Cecilia Echeñique - “Porque siempre hay tiempo” (Teatro Teletón) - Julio Jung - Selección de cuartetas (Teatro Teletón) - Bafochi - Musical “Si somos americanos” (Teatro Teletón) - José Luis Arce - Medley de Tom Jones (Teatro Teletón) - Concierto de marimbas (Teatro Teletón) - Marcelo Hernández - “La fiesta” (versión de José Luis Rodríguez) - Juan Antonio Labra - “Soy latino” - Daniel Lencina y Héctor “Parquímetro” Briceño - Manny Benito - “Ya no sé vivir sin tu amor” (Teatro Teletón) - Alberto Plaza - “No te demores” - Giolito y su Combo - “La Negra Tomasa” (Teatro Teletón) - Eduardo Valenzuela - “Y qué se yo que sé” (tema principal de la telenovela “Bellas y audaces” emitida por Televisión Nacional de Chile el primer semestre de 1988) (Teatro Teletón) Actuaciones de humor - Ernesto Ruiz, “El Tufo” - Lucho Arenas Jr. |
| 03:00-06:00                            | Vedetón / Noti Dormi | Con Antonio Vodanovic (Televisión Nacional de Chile). Presentación de María José Nieto, Bambina, Tatiana Merino y Las Primas, entre otras. Actuaciones - “Una noche de estrellas” (Obertura) - Tatiana Merino - “Chica de ficción, invento de robot” - Las Corselas - “Negro quiere una negrita” Actuaciones de humor - Álvaro Salas - Los Pasacalles (Guillermo Bruce, Gilberto Guzmán, Eduardo Thompson) - “Al estadio, al estadio” |
| 06:00-08:00                            | Mujeres al despertar | Con José Alfredo Fuentes (Canal 13 - Universidad Católica de Chile-Televisión) y Susana Palomino (Televisión Nacional de Chile). Un grupo de mujeres deben elegir al "Guapetón" de la jornada. Participan Christian Gordon, Leo Caprile, Sebastián Dahm, y otras personalidades. En el bloque se mostró un resumen con los mejores momentos de las 8 teletones anteriores realizadas hasta el momento. |
| 08:00-09:00                            | Noticias             | Realizado por Canal 11 - Universidad de Chile Televisión, conducido por Aldo Gabriel Soto (Canal 11 - Universidad de Chile Televisión), Sergio Campos (Megavisión), Jorge Díaz Saenger (Canal 13 - Universidad Católica de Chile-Televisión) y Cecilia Serrano (Televisión Nacional de Chile). Por coincidir con la fiesta de la Inmaculada Concepción, Canal 13 y TVN transmitieron una misa de manera separada para cada señal. |
| 09:00-12:00                            | Bloque infantil      | Desde el Teatro Teletón |
| 12:00-15:00                            | Bloque juvenil       | Incluye además la Inauguración del segundo centro de captación en Puerto Montt y el debut y presentación de la “Ciclodanza”. Actuaciones musicales - Los Prisioneros - “Tren al sur”, “Estrechez de corazón” - Juan Antonio Labra - “Joven” (Presentación de la “Ciclodanza”) |
| 15:00-17:00                            | Futbolito            | Desde el Estadio Playa Ancha de Valparaíso. |
| 17:00-20:00                            | Bloque familiar      | Incluye contactos con Concepción. Actuaciones musicales - Denisse - Sol y Medianoche - Upa! - Miguel Piñera - Sussy González |
| Noticieros de cada canal (20:30-21:29) |                      | |
| 21:30-00:30                            | Cierre               | Desde el Teatro Teletón. Con Don Francisco, Antonio Vodanovic (Televisión Nacional de Chile), Susana Horno (Megavisión), Juan Guillermo Vivado (Televisión Nacional de Chile), Raúl Matas (Canal 13 - Universidad Católica de Chile-Televisión), Julio Videla (Canal 11 - Universidad de Chile-Televisión), Cecilia Bolocco y Javier Miranda (Canal 13 - Universidad Católica de Chile-Televisión). Cierre del programa a cargo de Andrea Tessa y Luis Jara cantando “Nadie puede faltar” junto a gran parte de los animadores y artistas que participaron en la maratónica transmisión. Actuaciones musicales: - Luis Jara - “Él o yo”, “Me estás volviendo loco” - Qué Pasa - “Mami, yo te quiero”, “Madrid me mata” - Xuxa - “Luna de cristal”, “Todo el mundo está feliz (Chindolelé)” - Juan Ramón - “Todas las mujeres”, “Pero vas a extrañarme” - Andrea Tessa - “Canción de la Libertad” - Mocedades - “Quien más que yo”, “Sobreviviremos” - Ballet de Karen Conolly - Luz Casal - “Loca”, “No me importa nada” - Paolo Salvatore - “El tomavistas” - Celia Cruz - “La dicha mía”, “Bambarakatunga” |

## Cómputos
| Hora  | Monto recaudado | % meta   | Monto en dólares |
| ----- | --------------- | -------- | ---------------- |
| 21:42 | $ 15 852        | < 0,01 % | $ 47             |
| 23:20 | $ 38 107 276    | 5,35 %   | $ 114 436        |
| 01:30 | $ 81 172 881    | 11,41 %  | $ 243 762        |
| 04:00 | $ 101 528 812   | 14,27 %  | $ 304 891        |
| 09:00 | $ 158 620 550   | 22,28 %  | $ 476 337        |
| 14:23 | $ 265 441 337   | 37,29 %  | $ 797 121        |
| 15:00 | $ 310 728 021   | 43,66 %  | $ 933 117        |
| 16:00 | $ 362 750 803   | 50,97 %  | $ 1 089 342      |
| 17:50 | $ 420 372 808   | 59,06 %  | $ 1 262 380      |
| 19:35 | $ 508 460 860   | 71,44 %  | $ 1 526 909      |
| 19:57 | $ 598 147 221   | 84,04 %  | $ 1 796 238      |
| 21:40 | $ 650 135 994   | 91,35 %  | $ 1 952 360      |
| 22:06 | $ 716 540 256   | 100,67 % | $ 2 151 772      |
| 22:55 | $ 810 729 925   | 113,91 % | $ 2 434 624      |
| 23:36 | $ 912 168 195   | 128,17 % | $ 2 739 244      |
| 00:12 | $ 1 106 098 601 | 155,41 % | $ 3 321 617      |

## Auspiciadores
Los 26 auspiciadores de la novena campaña fueron:
- Aceite Chef
- Agua Mineral Cachantún
- Banco de Chile
- Cecinas Winter
- Chocolates Dos en Uno
- Cola Cao
- Combustibles Copec
- Detergente Ace
- Fanta
- Galletas Soda Costa
- Savory
- Jabón Moncler
- Johnson's Clothes
- Leche Soprole
- Nescafé
- Odontine
- Panadol
- Pastas Lucchetti
- Pilsener Dorada
- Pisco Control
- Productos Kodak
- Quesos Colún
- Refrescos Yupi
- Shampoo Dimensión
- Té Supremo
- Yogur Soprole